# Gattya wimleni
Gattya wimleni är en nässeldjursart som beskrevs av Gravier-Bonnet 1898. Gattya wimleni ingår i släktet Gattya och familjen Halopterididae. Inga underarter finns listade i Catalogue of Life.